# Acanthophyllum anisocladum
Acanthophyllum anisocladum är en nejlikväxtart som beskrevs av H. Schiman-czeika. Acanthophyllum anisocladum ingår i släktet Acanthophyllum och familjen nejlikväxter. Inga underarter finns listade i Catalogue of Life.